# Associazione Calcio Venezia 1960-1961
Questa voce raccoglie le informazioni riguardanti l'Associazione Calcio Venezia nelle competizioni ufficiali della stagione 1960-1961.

## Stagione
Nella stagione 1960-1961 il Venezia disputa il campionato di Serie B, un torneo a venti squadre che prevede tre promozioni e tre retrocessioni, con 50 punti in classifica vince il torneo ed ottiene la promozione in Serie A con l'Ozo Mantova seconda con 49 punti ed il Palermo terzo con 46 punti. Retrocedono la Triestina con 33 punti, il Foggia con 29 punti ed il Marzotto Valdagno con 20 punti.
Il Venezia viene affidato alle cure dell'allenatore Carlo Alberto Quario, si rafforza con gli arrivi degli attaccanti Gino Raffin proveniente dal Livorno che con 17 reti si piazza al secondo posto nella classifica dei marcatori del torneo, dietro a Giovanni Fanello dell'Alessandria, ed il centravanti pavese Virginio De Paoli in arrivo dal Pisa che realizza 9 reti. In mezzo al campo si distingue Sergio Frascoli arrivato dal Simmenthal-Monza, mentre in difesa giganteggiano i nuovi Gianni Grossi preso dal Modena ed il terzino Mario Ardizzon pescato nel Clodia di Chioggia. La squadra lagunare, imbattuta al Penzo, veleggia a lungo nelle zone nobili della classifica, poi in primavera mette insieme sei vittorie di fila che la portano in vetta alla classifica, a lungo dominata dall'Ozo Mantova, e conquista la Serie A con due giornate ancora da giocare grazie alla vittoria (1-0) sull'Alessandria. In Coppa Italia alabardati subito fuori (1-0) sconfitti a Trieste nel primo turno eliminatorio.

## Rosa
| N. |                   | Ruolo | Calciatore                |
| -- | ----------------- | ----- | ------------------------- |
| 1  | Italia (bandiera) | P     | Gian Domenico Baldisserri |
| 1  | Italia (bandiera) | P     | Giovanni Bubacco          |
| 3  | Italia (bandiera) | D     | Mario Ardizzon            |
| 2  | Italia (bandiera) | D     | Gianni Grossi             |
| 2  | Italia (bandiera) | D     | Battista Tresoldi         |
| 5  | Italia (bandiera) | D     | Sergio Carantini          |
| 6  | Italia (bandiera) | C     | Sergio Frascoli           |
| 4  | Italia (bandiera) | C     | Luigi Pisetta             |
| 5  | Italia (bandiera) | C     | Nello Sgorbissa           |
| 4  | Italia (bandiera) | C     | Mario Tesconi             |
| 8  | Italia (bandiera) | C     | Battista Buizza           |

| N. |                   | Ruolo | Calciatore             |
| -- | ----------------- | ----- | ---------------------- |
| 9  | Italia (bandiera) | A     | Giovanni Calegari      |
| 9  | Italia (bandiera) | A     | Giuliano Casarotto     |
| 7  | Italia (bandiera) | A     | Daniele Danieli        |
| 11 | Italia (bandiera) | A     | Virginio De Paoli      |
| 11 | Italia (bandiera) | A     | Sisto Romano Farinelli |
| 8  | Italia (bandiera) | A     | Giuseppe Orlando       |
| 11 | Italia (bandiera) | A     | Angelo Pochissimo      |
| 10 | Italia (bandiera) | A     | Gino Raffin            |
| 7  | Italia (bandiera) | A     | Gianni Rossi           |
| 8  | Italia (bandiera) | A     | Bruno Santon           |

## Risultati

### Serie B

#### Girone di andata
| Arbitro: | Ferrari (Milano) |

|                     |           |  |
| Rossi 6’ Raffin 77’ | Marcatori |  |

| Arbitro: | Cirone (Palermo) |

|           |           |              |
| Colla 49’ | Marcatori | 11’ Calegari |

| Arbitro: | D'Agostini (Roma) |

|            |           |            |
| Raffin 32’ | Marcatori | 68’ Sardei |

| Arbitro: | Annoscia (Bari) |

|             |           |  |
| Alicata 36’ | Marcatori |  |

| Arbitro: | Sbardella (Roma) |

|           |           |  |
| Rossi 88’ | Marcatori |  |

| Arbitro: | Righetti (Torino) |

|                           |           |  |
| Pantaleoni 26’ Rivara 84’ | Marcatori |  |

| Arbitro: | De Robbio (Torre Annunziata) |

|                                              |           |               |
| Raffin 16’ Rossi 60’ Orlando 65’ Tesconi 86’ | Marcatori | 26’ Fortunato |

| Arbitro: | Ascari (Carpi) |

|                           |           |            |
| Borsani 6’ G. Calloni 43’ | Marcatori | 16’ Grossi |

| Arbitro: | Varazzani (Parma) |

|                      |           |              |
| Raffin 55’ Rossi 76’ | Marcatori | 67’ Milanesi |

| Arbitro: | Righetti (Torino) |

|                |           |  |
| Uzzecchini 24’ | Marcatori |  |

| Arbitro: | Politano (Cuneo) |

|             |           |  |
| Danieli 24’ | Marcatori |  |

| Arbitro: | Cariani (Roma) |

|                                     |           |                      |
| Bernini 23’ Malavasi 28’ Morosi 90’ | Marcatori | 19’ (aut.) Benedetti |

| Catanzaro 18 dicembre 1960 13ª giornata | Catanzaro         | 0 – 0 | Venezia | Stadio Militare\| Arbitro: \| D'Agostini (Roma) \| |
| Arbitro:                                | D'Agostini (Roma) |       |         |                                                    |

| Arbitro: | Varazzani (Parma) |

|                 |           |             |
| Raffin 35’, 50’ | Marcatori | 59’ Mentani |

| Arbitro: | Leita (Udine) |

|                         |           |               |
| Orlando 5’ De Paoli 68’ | Marcatori | 77’ Redegalli |

| Arbitro: | De Robbio (Torre Annunziata) |

|             |           |              |
| Carrano 80’ | Marcatori | 75’ De Paoli |

| Arbitro: | Parisi (Messina) |

|                  |           |              |
| Fanello 12’, 71’ | Marcatori | 76’ De Paoli |

| Venezia 22 gennaio 1961 18ª giornata | Venezia           | 0 – 0 | Como | Stadio Pierluigi Penzo\| Arbitro: \| Roversi (Bologna) \| |
| Arbitro:                             | Roversi (Bologna) |       |      |                                                           |

| Arbitro: | Varazzani (Parma) |

|          |           |  |
| Beni 32’ | Marcatori |  |

#### Girone di ritorno
| Arbitro: | Cirone (Palermo) |

|                |           |                         |
| Bortolotti 36’ | Marcatori | 30’ De Paoli 75’ Raffin |

| Arbitro: | Rancher (Roma) |

|           |           |  |
| Rossi 73’ | Marcatori |  |

| Arbitro: | Cataldo (Reggio Calabria) |

|                 |           |            |
| Sardei 15’, 29’ | Marcatori | 14’ Raffin |

| Arbitro: | Babini (Ravenna) |

|                      |           |                    |
| Santon 24’ Rossi 44’ | Marcatori | 62’ (aut.) Tesconi |

| Arbitro: | Gambarotta (Genova) |

|                                 |           |              |
| Maestri 44’ (rig.) Melonari 70’ | Marcatori | 19’ De Paoli |

| Arbitro: | Sebastio (Taranto) |

|                                            |           |  |
| Raffin 36’ Pochissimo 44’, 90’ Tesconi 58’ | Marcatori |  |

| Arbitro: | Rebuffo (Milano) |

|  |           |                      |
|  | Marcatori | 58’ Rossi 81’ Santon |

| Arbitro: | Politano (Cuneo) |

|            |           |  |
| Santon 56’ | Marcatori |  |

| Arbitro: | Di Tonno (Lecce) |

|             |           |                         |
| Favalli 71’ | Marcatori | 60’ De Paoli 81’ Raffin |

| Arbitro: | Marchese (Napoli) |

|                                            |           |                                |
| Raffin 11’, 33’ (rig.) De Paoli 43’ (rig.) | Marcatori | 24’ Giagnoni 40’ (rig.) Longhi |

| Verona 9 aprile 1961 30ª giornata | Verona           | 0 – 0 | Venezia | Stadio Marcantonio Bentegodi\| Arbitro: \| Bonetto (Torino) \| |
| Arbitro:                          | Bonetto (Torino) |       |         |                                                                |

| Arbitro: | Roversi (Bologna) |

|                        |           |  |
| Tesconi 62’ Raffin 69’ | Marcatori |  |

| Arbitro: | Righi (Milano) |

|                               |           |             |
| Raffin 84’ (rig.) Danieli 89’ | Marcatori | 87’ Rambone |

| Arbitro: | Annoscia (Bari) |

|  |           |                         |
|  | Marcatori | 20’ Raffin 69’ De Paoli |

| Arbitro: | Angelini (Firenze) |

|  |           |                       |
|  | Marcatori | 28’ Santon 37’ Raffin |

| Arbitro: | Grignani (Milano) |

|                 |           |             |
| Santon 35’, 90’ | Marcatori | 78’ Moriggi |

| Arbitro: | Sebastio (Taranto) |

|              |           |  |
| De Paoli 83’ | Marcatori |  |

| Arbitro: | Politano (Cuneo) |

|                           |           |            |
| Governato 43’ Teneggi 49’ | Marcatori | 65’ Raffin |

| Arbitro: | Ferrari (Milano) |

|                                   |           |  |
| Raffin 51’ Rossi 65’ De Paoli 66’ | Marcatori |  |

## Coppa Italia
| Arbitro: | Francescon (Padova) |

|            |           |  |
| Demenia 7’ | Marcatori |  |

## Statistiche

### Statistiche di squadra
| Competizione | Punti | In casa | In casa | In casa | In casa | In casa | In casa | In trasferta | In trasferta | In trasferta | In trasferta | In trasferta | In trasferta | Totale | Totale | Totale | Totale | Totale | Totale | DR  |
| Competizione | Punti | G       | V       | N       | P       | Gf      | Gs      | G            | V            | N            | P            | Gf           | Gs           | G      | V      | N      | P      | Gf     | Gs     | DR  |
| ------------ | ----- | ------- | ------- | ------- | ------- | ------- | ------- | ------------ | ------------ | ------------ | ------------ | ------------ | ------------ | ------ | ------ | ------ | ------ | ------ | ------ | --- |
| Serie B      | 50    | 19      | 17      | 2       | 0       | 36      | 10      | 19           | 5            | 4            | 10           | 18           | 21           | 38     | 22     | 6      | 10     | 54     | 31     | +23 |
| Coppa Italia |       | -       | -       | -       | -       | -       | -       | 1            | 0            | 0            | 1            | 0            | 1            | 1      | 0      | 0      | 1      | 0      | 1      | -1  |
| Totale       |       | 19      | 17      | 2       | 0       | 36      | 10      | 20           | 5            | 4            | 11           | 18           | 22           | 39     | 22     | 6      | 11     | 54     | 32     | +22 |

### Statistiche dei giocatori
| Giocatore        | Serie B  | Serie B | Coppa Italia | Coppa Italia | Totale   | Totale |
| Giocatore        | Presenze | Reti    | Presenze     | Reti         | Presenze | Reti   |
| ---------------- | -------- | ------- | ------------ | ------------ | -------- | ------ |
| M. Ardizzon      | 35       | 0       | 1            | 0            | 36       | 0      |
| G.D. Baldisserri | 26       | -18     | -            | -            | 26       | -18    |
| G. Bubacco       | 12       | -13     | 1            | -1           | 13       | -14    |
| B. Buizza        | 1        | 0       | -            | -            | 1        | 0      |
| G. Calegari      | 5        | 1       | 1            | 0            | 6        | 1      |
| S. Carantini     | 36       | 0       | -            | -            | 36       | 0      |
| G. Casarotto     | 1        | 0       | 1            | 0            | 2        | 0      |
| D. Danieli       | 16       | 2       | -            | -            | 16       | 2      |
| V. De Paoli      | 29       | 9       | -            | -            | 29       | 9      |
| S.R. Farinelli   | 20       | 0       | -            | -            | 20       | 0      |
| S. Frascoli      | 38       | 0       | 1            | 0            | 39       | 0      |
| G. Grossi        | 38       | 0       | 1            | 0            | 39       | 0      |
| G. Orlando       | 32       | 2       | -            | -            | 32       | 2      |
| L. Pisetta       | 8        | 0       | -            | -            | 8        | 0      |
| A. Pochissimo    | 19       | 2       | 1            | 0            | 20       | 2      |
| G. Raffin        | 35       | 17      | 1            | 0            | 36       | 17     |
| G. Rossi         | 20       | 9       | 1            | 0            | 21       | 9      |
| B. Santon        | 15       | 6       | 1            | 0            | 16       | 6      |
| N. Sgorbissa     | 3        | 0       | -            | -            | 3        | 0      |
| M. Tesconi       | 34       | 3       | 1            | 0            | 35       | 3      |
| B. Tresoldi      | 7        | 0       | 1            | 0            | 8        | 0      |